# ケネス・ヘア
フレデリック・ケネス・ヘア（Fredrick Kenneth Hare, CC OOnt FRSC、1919年2月5日 - 2002年9月3日）は、カナダの気候学者、大学教員で、大気中の二酸化炭素、気候変動、旱魃、砂漠気候などを研究し、自然環境の保護に強力な論陣を張った人物。

## 経歴
イングランド南部ウィルトシャー州に生まれ、1939年にキングス・カレッジ・ロンドンで学士 (Bachelor of Science）を得た。第二次世界大戦中は、イギリス空軍省 (Air Ministry) で気象学専門家としての職務に従事した。戦後、カナダのモントリオールにあるマギル大学の助教授となった。1950年には、モントリオール大学から地理学でPh.D.を取得した。1962年から1964年まで、ヘアは、マギル大学の教養学部 (arts and science) の学部長を務めた。1964年にイングランドに戻り、1966年から1968年まで、ロンドン大学バークベック・カレッジ (Birkbeck College) の学長を務めた。1967年から1968年まで王立気象学会 (Royal Meteorological Society) の会長も務めた
1968年、ブリティッシュコロンビア大学の第5代学長への就任を受諾し、その任に就いたが、翌1969年には辞任した。1969年、トロント大学に移り、地理学担当の教授となり、さらに1974年には物理学担当にもなった。1974年から1979年まで、トロント大学の環境学研究所の所長を務めた。1979年から1986年まで、トロントのトリニティ・カレッジでプロヴォスト（学務担当副総長）を務めた。1988年から1995年まで、ヘアはトレント大学の第6代総長であった。また、1992年から死去した2002年まで、カナダの気候プログラム計画委員会 (Climate Program Planning Board) の座長を務めていた。

## 研究主題と主張
ヘアが研究上の関心を寄せていた主題には、大気中の二酸化炭素、気候変動、旱魃、砂漠気候などがあった。ヘアは自然環境の保護を強く主張した人物であり、酸性雨、砂漠化、重金属、原子炉（および放射性廃棄物）、オゾン、温室効果ガス、気候変動などに関する様々な委員会等に関わった。カナダ原子力公社の研究開発助言パネル (the Research and Development Advisory Panel ) にも加わっており、スウェーデンやフランスにおける放射性廃棄物処理についての研究にも取り組んだ。
ヘアは、カナダが直面する最も切迫した環境問題は、化石燃料の過剰な使用による気候変動であると考えていた。ヘアは、原子力の効率的な運用が有効な選択肢であると主張した。ヘアは生涯を通して、これらの問題について倦むことなく公的に発言し、また主張を論述し続けた。

## 受賞と栄誉
1977年、ヘアは、北極圏地理学への功績に対して、王立地理学会から金メダル（パトロンズ・メダル）を贈られた。
1978年、ヘアはカナダ勲章オフィサーを授与され、1987年にはコンパニオンに昇格した。 
1987年、ヘアは、会員（フェロー）であるカナダ王立協会から、複数領域にまたがく重要な貢献を成したことに対して、ジョン・ウィリアム・ドーソン卿・メダル (Sir John William Dawson Medal) を授与された。同じ年には、アメリカ地理学協会からカラム地理学メダルを贈られた。
1989年、ヘアはオンタリオ勲章 (Order of Ontario) を授与され、また、世界気象機関から世界気象機関賞 (the International Meteorological Organization Prize) を受賞した。ヘアは、合わせて11大学から、名誉学位を贈られていた。